# Bernski Münster
Bernski Münster (nemško Berner Münster) je stolnica  (ali münster) švicarske reformirane cerkve v Starem mestu Bern v Švici. Zgrajena v gotskem slogu, se je začela graditi leta 1421. Njen stolp z višino 100,6 m je bil dokončan šele leta 1893. Je najvišja stolnica v Švici in je kulturna dediščina državnega pomena. V sklopu Starega mesta Bern je tudi na seznamu Unescove svetovne dediščine.

## Opis
Bernski Münister se nahaja na južni strani polotoka Aare. Stolnica je usmerjena vzhod-zahod kot preostalo staro mesto Bern. Na severu ob strani stavbe poteka Münstergasse. Nad Münsterplatzom dominira zahodna fasada Münstra. Na južni strani stolnice je Münsterplattform.
Gre za triladijsko baziliko brez transepta. Celotna stolnica je dolga 84,2 metra in široka 33,68 m. Osrednja ladja je dolga 39,37 m, široka 11,10 m in visoka 20,70 m. Obe stranski ladji sta si po dimenzijah zelo podobni, severna je dolga 52,50 m, južna pa je nekoliko daljša in znaša 52,72 m. Obe sta široki 6,45 m in visoki 10,40 m. Oltarna hiša in kor sta skupaj dolga 25,20 m, široka 10,92 m in visoka 19,40 m. Stolnica ima na zahodu en sam stolp, ki je visok 100,60 m. Pod zvonikom je 10,15 m dolga in 10,46 m široka stolpna dvorana.
V stavbi je skupno deset obočnih pol. Glavna ladja ima pet obočnih pol. Vsaka stranska ladja ima dve obočni poli s stranskimi kapelami, zgrajenimi ob zunanjih stenah. Zadnja obočna pola je znotraj kora.
Stene glavne ladje podpira štirinajst ločnih opornikov. Vsaka podpora se začne pri okrašenem stebru, ki se dviga nad streho stranskih ladij in stranskih kapel. Nasloni se dvigajo pod kotom 43 ° 30 ’. Spodnja stran opornikov je okrašena z jajčastimi izrezi, z risami vesica piscis in spandrel.
Večina stavbe je zgrajena iz lokalnega peščenjaka. Oboki so zgrajeni iz opeke. V 18. stoletju so stebrom dodali apnenčasto oblogo. Večina peščenjaka je prišla iz kamnoloma v Ostermundingenu. Dodatni material je prišel iz treh drugih kamnolomov, vsak z različno barvo in kakovostjo. Različne vrste kamnov so bile uporabljene bolj ali manj naključno v celotni zgradbi. Podnožja stebrov, kapiteli, okna in skulpture so iz najkvalitetnejšega modrega peščenjaka iz kamnoloma Gurten, južno od Berna. Med projekti obnove v 19. in 20. stoletju je bilo uporabljenih več drugih vrst peščenjaka.

### Zahodna fasada in stolp
Trije zahodni vhodi stolnice so na zadnji strani treh velikih portalov. Vsak od portalov je drugačne višine ter različno oblikovan in okrašen. Osrednji portal je okrašen z vrsto kipov, ki predstavljajo Poslednjo sodbo v krščanski teologiji.
Zvonik je rasel v več fazah. Spodnji, pravokotni stolp je bil prvotni stolp. Osmerokotni zgornji stolp je bil dodan v 19. stoletju. Spodnji stolp obdajata dva okrogla stolpa in osem stebrov. Na severu in jugu ga podpirajo oporniki, ki se dvigajo nad severnim in južnim glavnim portalom. Zahodna stran stolpa se dviga nad galerijo nad osrednjim zahodnim portalom. Vzhodno steno podpira glavna ladja. Okras na zahodni strani stolpa se je skozi stoletja večkrat spreminjal. Spodnje, zahodno okno je precej kratko, a široko.
Zgornji del pravokotnega stolpa se dviga nad drugo galerijo. Ima 12 m visoko, a ozko okno neposredno nad galerijo. Okraski tega dela so delo dveh kamnosekov, Erharta Künga in Burkharta Engelberga. Ta odsek prikazuje veliko manj sprememb v zasnovi, saj je bil zgrajen v celoti pod vodstvom teh dveh mož. Prvotni stolp je bil pokrit s piramidalno streho, katere elementi še vedno obstajajo.
Dve majhni stopniščni stolpa sta bili zgrajeni kot del stolpa, vendar sta bili v 17. in 18. stoletju popolnoma obnovljeni.
Spodnji osmerokotni stolp je bil zgrajen v 16. stoletju. Ima osem okroglih ločnih oken. V bližini severovzhodnega in jugovzhodnega okna sta zgrajena dva šestkotna stopniščna stolpa. Majhni stolpi so popolnoma samonosilni.
Zgornji osmerokotni stolp je bil zgrajen v 19. stoletju v neogotskem slogu. Vendar pa nekateri okraski temeljijo na načrtih iz zgodnjega 15. stoletja in izstopajo v primerjavi s spodnjim osmerokotnim stolpom iz 16. stoletja.

## Zgodovina
Prva cerkev na tem mestu je bila verjetno majhna kapela, zgrajena med ustanovitvijo Berna (1191). Prva cerkev v Bernu je bila romanska stavba, ki je bila verjetno zgrajena med letoma 1155–1160, vendar se prvič omenja leta 1224. Ta cerkev je bila zunaj mestnega obzidja, blizu današnje Kreuzgasse. Ladja prve cerkve je bila dolga približno 16,5 m in široka 6 m.
Leta 1276 se je Bern odcepil od župnije Köniz, da bi postal samostojna župnija. Za to novo vlogo bi bila potrebna večja cerkev. Zdi se verjetno, da se je druga cerkev začela graditi takoj. Vendar se omenja šele leta 1289 v spisih škofa Benvenutusa von Eugubia. Ta nova cerkev je bila triladijska stavba z dolžino 29,5 m, širino 24,5 m, od katerih je bila srednja ladja široka 11,1 m. Zvonik se je nahajal sredi severne stranske ladje in je zapolnil del osrednje ladje.
 Baselski potres leta 1356 je povzročil veliko škodo na cerkvenem obzidju, obokih in stolpu. Popravila so potekala počasi. Kor je bil obnovljen leta 1359, streha pa v letih 1378–80. V zgodnjih fazah gradnje Münstra je bila ta cerkev še vedno v uporabi. Ladja je bila dokončno porušena med letoma 1449–51 in stolp je ostal do leta 1493.
Do 15. stoletja se je Bern razširil in postal glavna mestna-država severno od Alp. Da bi proslavili njihovo vedno večjo moč in bogastvo, so načrtovali gradnjo nove in večje cerkve. 11. marca 1421 se je začela gradnja stolnice pod vodstvom strasbourškega mojstra Matthäusa Ensingerja, ki je že zgradil tri druge stolnice. Med gradnjo so bile maše v stari kapeli, medtem ko je bila okoli nje zgrajena nova stolnica. V 1440-ih je bil neobdelan kor uporabljen za maše, potem ko je bila zgrajena preprosta streha in postavljena vitražna okna. Po stari züriški vojni 1440–1446 so ladjo stare kapele odstranili in začeli so delati na ladji in zahodnem koncu pod vodstvom zidarjev Štefana Hurderja in nato Niklausa Birenvogta.
Leta 1483 je Erhart Küng (ki je izrezljal kipe Poslednje sodbe) postal mojster zidar. Pod njegovim vodstvom so dvignili stene ladje in stolp postavili do spodnjega osmerokotnika. Gradnja spodnjega dela stolpa se je začela leta 1481 ali 1483 in se je nadaljevala do leta 1489. Zgornji pravokotni del je bil zgrajen med letoma 1489 in 1518. Po Küngovi smrti leta 1506 je gradnjo vodil Peter Pfister in končal obok v koru. Spodnji osmerokotni stolp in streha so bili končani med letoma 1518 in 1521. Leta 1571 je bil kot zidarski mojster pripeljan Daniel Heintz, da je dokončal obok ladje in dokončal delo. Glavna ladja je bila končana do leta 1575 in na tej točki se je gradnja ustavila za skoraj tri stoletja. Orgle so bile nameščene v treh stopnjah med letoma 1727 in 1783. Zvonik z največjim zvonom v Švici je bil dokončan šele leta 1893.

### Reformacija v Bernu
Leta 1515 je Thomas Wyttenbach, učitelj Ulricha Zwinglija, postal duhovnik v Bernskem Münstru. V zadnjem delu Wyttenbachovega bivanja v Bernu je z njim živel lokalni duhovnik Berchtold Haller. Približno v času, ko je Wyttenbach leta 1520 zapustil Bern, da bi postal reformator svojega rojstnega kraja Biel, je bil Haller izvoljen za kanonika stolnice. Leta 1521 se je v Zürichu spoprijateljil z Zwinglijem in začel pridigati več protestantskih pridig. Februarja 1522 sta v Bernu odigrali dve drami Fastnachta, ki sta napadli Katoliško cerkev. Zaradi naraščajočega reformističnega razpoloženja je junija 1523 mestni svet ukazal, naj se oznanjujejo biblijske besede. Do 20. novembra istega leta so redovnice zapustile samostan v Bernu. Toda leta 1524 je bil duhovnik Meier, ki je simpatiziral s Hallerjem, prisiljen zapustiti Bern. Zaradi tega je bil Haller edini protestant med duhovniki. Nato je svet 7. aprila 1525 izdal nov odlok o obnovi katoliškega bogoslužja, vendar z nekaj spremembami.
V naslednjem letu je v Bern prišla kuga. Smrti zaradi kuge so mnoge državljane preoblikovale v reformacijo. Leta 1527 je reformirana stranka dobila nadzor nad velikim svetom in ukazala, naj se oznanja nova vera. Še vedno je prihajalo do konflikta glede maše, saj so jo nekatere občine še vedno opazovale. Odločeno je bilo, da bo 6. januarja 1528 v Bernu prišlo do verskega spora, da bi rešili ta vprašanja.
27. januarja 1528 je svet ukazal, da je treba po vsem mestu ustaviti vse maše in odstraniti vse ikone. 7. februarja 1528 je ukazal enako za cel kanton. Aprila 1528 so v Münstru prvič praznovali protestantsko službo. Današnja skupščina je del reformiranih cerkva kantona Bern-Jura-Solothurn.

## Poslednja sodba
Nad glavnim portalom je ena najpopolnejših poznogotskih kiparskih zbirk v Evropi. Ta zbirka predstavlja krščansko vero v Poslednjo sodbo, kjer bodo hudobni ločeni od pravičnih. Ta skulptura prikazuje hudobne nage na desni, pravični pa stojijo v belo oblečeni na levi. V središču je pravičnost s svetniki in modrimi in nespametnimi devicami okoli nje. V središču stoji nadangel Mihael z dvignjenim mečem.
Skulpture Poslednje sodbe so bile edini kipi v Münstru, ki so preživeli ikonoklazem protestantske reformacije. 47 velikih samostoječih kipov so kopije (izvirniki so v Bernskem zgodovinskem muzeju), 170 manjših figur pa je vseh originalnih. Poslednja sodba je bila delo enega kiparja Erharda Künga iz mesta Stadtlohn v Vestfaliji, kar zbirki daje enotno zasnovo. Skulptura Pravičnosti je edina, ki jo je naredil drug umetnik. Podpisujejo ga Danielu Heintzu, ki je bil glavni mojster po letu 1571. Ostali kipi so bili izklesani med 1460 in 1501, najverjetneje med 1460 in 1480.
Na vsaki strani portala in med vrati je trinajst figur v naravni velikosti. Srednja in dve figuri na vsaki strani vrat sta dvignjeni za približno polovico višine nad drugimi figurami. Figure na levi strani vrat predstavljajo pet neumnih devic, na desni so modre device. Pod zunanjima modrima devicama in dvema neumnima devicama z obeh strani zreta dva obraza. Na pametni strani predstavljata kraljico iz Sabe in kralja Salomona. Na neumni strani predstavljata Zefanijo in morda Izaijo. V središču, med obemi vrati, je Pravičnost, ob kateri sta dva angela. Pod Pravičnostjo in angeli je zvitek, ki spominja na polaganje temeljnega kamna leta 1421. 
V arhivolti so tri vrste figur. Notranji dve vrsti sta pritrjeni na steno in postavljeni pod kotom, ki sledi krivulji portala. V zunanji, tretji vrsti so kipi, ki stojijo pokonci na posameznih ploščadih. V notranji vrsti je pet angelov z instrumenti pasijona. V drugi vrsti je osem starozaveznih prerokov. Zunanja vrsta so Jezus, Marija in apostoli, vključno z Janezom Krstnikom in Pavlom, ne pa tudi Juda Iškariot.
Timpanon je ob dnu širok 4,75 m. Sestavljen je iz trinajstih posameznih odsekov. Spodnja vrsta je sestavljena iz treh plošč, ki se nahajajo približno 10 cm nad preklado. Globok je 38 cm in visok približno 50–60 cm. Na levi strani timpanona sta dve vrsti figur, na desni pa tri. Spodnje figure so skoraj v celoti tridimenzionalne, zgornje figure pa so večinoma reliefno vklesane, iz kamna štrlijo le glava in ramena. Nad temi tremi ploščami je preostalih deset plošč razporejenih v tri vrste. Spodnja vrsta je sestavljena iz štirih plošč, ki slonijo na 30–40 cm visoki podlagi. Plošče so visokoreliefne rezbarije, vsaka približno 38 cm globoka in v povprečju približno 1 m visoka. Figure so bile vklesane z geološkim kladivom. V središču timpanona je nadangel Mihael. Stoji na svoji ploščadi, ki je projicirana naprej od ostalih figur. Celoten timpanon predstavlja nebesa in pekel v Poslednji sodbi.

## Notranjost
Münster je zgradilo mesto Bern kot simbol naraščajoče moči te mestne-države. Notranjost je bila zato zasnovana tako za državljane kot tuje obiskovalce. Glavna ladja je bila zgrajena v čipkasto gotskem slogu z ogromnimi vitraži in številnimi oltarji v stranskih kapelah. Gotski slog je omogočal višjo glavno ladjo in večja okna, kot je bilo prej, kar je ustvarilo impresivno in (za tisti čas) lahkotno in zračno strukturo.

### Oltarji
Številne oltarje so financirale lokalne družine, ki so v stolnici ustvarile bogastvo umetnosti in kiparstva. Vendar pa so leta 1528 med ikonoklazmom protestantske reformacije odstranili vseh 43 stranskih oltarjev. Skoraj vse notranje slike in okraski so bili odstranjeni in odloženi v sosednji Münsterplattform. Prazne kapele so bile napolnjene z dodatnimi klopmi, kar je ustvarilo tri ladje. Od takrat je notranjost stolnice ostala razmeroma prazna in stroga.

### Vitraji
Vitražna okna stolnice veljajo za najdragocenejša v Švici. Nekatera okna so iz leta 1441–1450. Desna okna so bila poškodovana med točo leta 1520 in zamenjana leta 1868. Številna okna vključujejo tako heraldične simbole kot verske podobe, postavljene druga ob drugo. Okna so v sredini široka 2,92 m in visoka 13,15 m. Večina oken ima dvajset spodnjih plošč, vsaka 61 cm x 92 cm in dvajset zgornjih plošč, vsaka 61 cm x 105 cm.
Na koru je sedem oken. Nekatere plošče so bile premaknjene ali zamenjane že od prvotne izdelave oken. Trenutna okna so obrnjena proti koru od leve proti desni: Hostienmühle, Trije kralji, biblijski prizori, pasijon / deset tisoč mučenikov, okna Kristusa, Štefana in okna z grbi. Ostali so le deli oken pasijona in deset tisoč mučenikov, zato so bili združeni v eno okno. Za zamenjavo poškodovanega okna deset tisoč mučenikov je bilo dodano okno Kristus. Okna Štefana in grbi sta zamenjala prej neznana okna.
Okno Hostienmühle je bilo zgrajeno med letoma 1448–1453, financiralo pa ga je mesto Bern. Okno Treh kraljev je bilo zgrajeno med letoma 1447 in 1455 za Rudolfa von Ringoltingena, verjetno v Konstanzi ali v regiji Oberrhein. Prvotno okno biblijskih prizorov naj bi bilo samo mladega Kristusa, vendar je bilo spremenjeno po letu 1447. Zgrajeno je bilo med letoma 1448 in 1451, financirali pa so ga trije člani Gesellschaft zum Mittellöwen. Okno Pasijon je bilo zgrajeno med letoma 1438 in 1441. Od prvotnega okna je ostalo le 21 plošč. Za mesto ga je skozi Schultheiß zgradil Hans Acker v Ulmu. Prvotno naj bi bilo okno deset tisoč mučenikov Jezusovega vstajenja, vendar se je to spremenilo po letu 1447. Zgrajeno je bilo med letoma 1447 in 1449 in je bilo financirano z donacijami meščanov Berna. Zgradila sta ga mojster slikar Bernhart in steklar Niklaus Magerfritz v Bernu. Okno deset tisoč mučenikov je leta 1868 zamenjalo Kristusovo okno. Štefanovo okno je nadomestilo prejšnje okno leta 1868. Tema prvotnega okna ni znana, zgrajeno pa je bilo v letih 1449–1451 za Kasparja von Scharnachtala, verjetno pri Niklausu Magerfritzu v Bernu. Okno Grbi je bilo zgrajeno v letih 1820–30, da bi nadomestilo prejšnje, neznano okno.
Zelo zanimivo okno je okno Ples smrti, ki se nahaja blizu kora v južni stranski ladji. Prve podobe Plesa smrti so nastale med črno smrtjo 14. stoletja in so ostale priljubljene v 14. in 15. stoletju. Do leta 1425 so se figure pojavile na pokopališču cerkve Svetih nedolžnih v Parizu.  Figure v oknu v Münstru je med letoma 1516 in 1519 naredil Niklaus Manuel. Vitražno okno v stolnici je odličen primer te teme. Okno prikazuje smrt v obliki okostnjaka, ki zahteva ljudi iz vseh postaj v življenju. Ples smrti je gledalca opozoril, da se bo smrt zgodila vsem, ne glede na postajo ali bogastvo.

### Korne klopi
Kor na vzhodni strani stolnice med ladjo in svetiščem hrani prve renesančne korne klopi v Švici. Na strani Evangelisten je 21 sedežev, na strani Epistel pa 27 sedežev. Klopi so bogato izrezljane tako z živalmi kot s podobami vsakdanjega življenja.
Leta 1517 je mestni svet najel Bernharda Burenfinda iz Solothurna za gradnjo klopi. Začel je z izbiro in rezanjem hrastovega lesa. Vendar pa iz neznanega razloga dela ni dokončal in v Bernu niso prosili za dokončanje nobenih drugih projektov. 26. septembra 1522 je Bern skušal za 30 funtov najeti tesarskega mojstra iz Schaffhausena. Istega leta so v Ženevo poslali Niklausa Manuela in še tri druge, da bi tam pregledali korne klopi. 5. decembra 1522 sta bila za dokončanje del najeta Jacob Ruess in Heini Seewagen iz Schaffhausena. Plačana sta bila veliko več kot 30 funtov, ki jih je hotel plačati Bern. Leta 1522 so jim plačali 300 funtov, nato naslednje leto 150, leta 1524 300. Delo sta končala leta 1525. Prvotne klopi so bile popravljene in obnovljene v letih 1863–64, rezbarije pa 1897.

### Orgle
Prve orgle v stolnici so bile zgrajene skoraj 200 let po zaključku gradnje. Prve velike orgle so bile zgrajene v letih 1726–30. Mestni svet je 5. junija 1726 izglasoval gradnjo orgel. Septembra 1726 so najeli Gottlieba Leuwa iz Bremgartna. Januarja 1730 je bilo njegovo delo skoraj končano in mesto je začelo iskati organista. Medtem ko so bile glavne orgle končane leta 1730, so se okrasitev in zaključna dela nadaljevala do leta 1736. Te prve orgle so imel 38 registrov ter pedale.
Leta 1746 je svet odločil, da je treba orgle obnoviti. 16. septembra 1748 sta z Victorjem Ferdinardom Bossartom dosegla dogovor o tem. 1. junija 1752 so z Johannom Augustom Nahlom podpisali pogodbo za zunanjo dekoracijo novih orgel. Prenovljene orgle so imele 43 registrov in so bile zgrajene v poznobaročnem slogu. Prenovljene so bile leta 1827.
Ko je Beat Rudolf von Sinner v letih 1845–48 nad zahodnim vhodom zgradil nov balkon in zaslon za orgle, so bile te popolnoma obnovljene in so bile znane kot druge orgle. Graditelj orgel Friedrich Haas iz Winterthurja je povečal število registrov na 55. Število manualov je bilo spremenjeno na tri.
Tretje orgle je leta 1903/04 zgradil Friedrich Groll iz Luzerna. Medtem ko je zunanjost ostala tako rekoč nedotaknjena, je bila notranjost obnovljena. Orglam so dodali pnevmatske cevi, drsne skrinje in mehansko delovanje. Vendar je bil zvok, ki so ga ustvarile te nove orgle, neprijeten. Notranjost orgel je bila popolnoma obnovljena leta 1930.
Orgle iz leta 1930 so sedanje v stolnici. Obnovljene so bile v letih 1998–1999. Orgle se trenutno uporabljajo za vrsto koncertov skozi vse leto.

## Zvonik
Stolp je za majhno plačilo odprt za javnost. Spodnja razgledna ploščad zahteva vzpon po 254 stopnicah in ponuja pogled na Bern in morda celo do Alp. Zgornji zvonik je dostopen tudi po dodatnih 90 stopnicah s spodnje ploščadi.
Največji zvon v stolpu je 10,5-tonski zvon, ki je bil odlit leta 1611. Je največji zvon v Švici. Zvonovi v stolpu se oglašajo vsak dan opoldne in ob 18. uri.

## Münsterplattform
Münsterska ploščad (v nemščini Münsterplattform) je bila zgrajena med letoma 1334 in sredi 15. stoletja kot veliko cerkveno dvorišče. Med protestantsko reformacijo so slike in kipe oltarjev stolnice odlagali na cerkveno dvorišče. Nekatera umetniška dela so bila najdena v arheoloških izkopavanjih, izvedenih na ploščadi. V 20. stoletju so ploščad iz pokopališča spremenili v odprt trg. Zasadili so lipo in kostanj ter uredili poti, ki so zagotavljale prijeten park v starem mestnem jedru. Ploščad se dviga nad Mattte odsek starega mesta in Aare.